# Arthur Segal

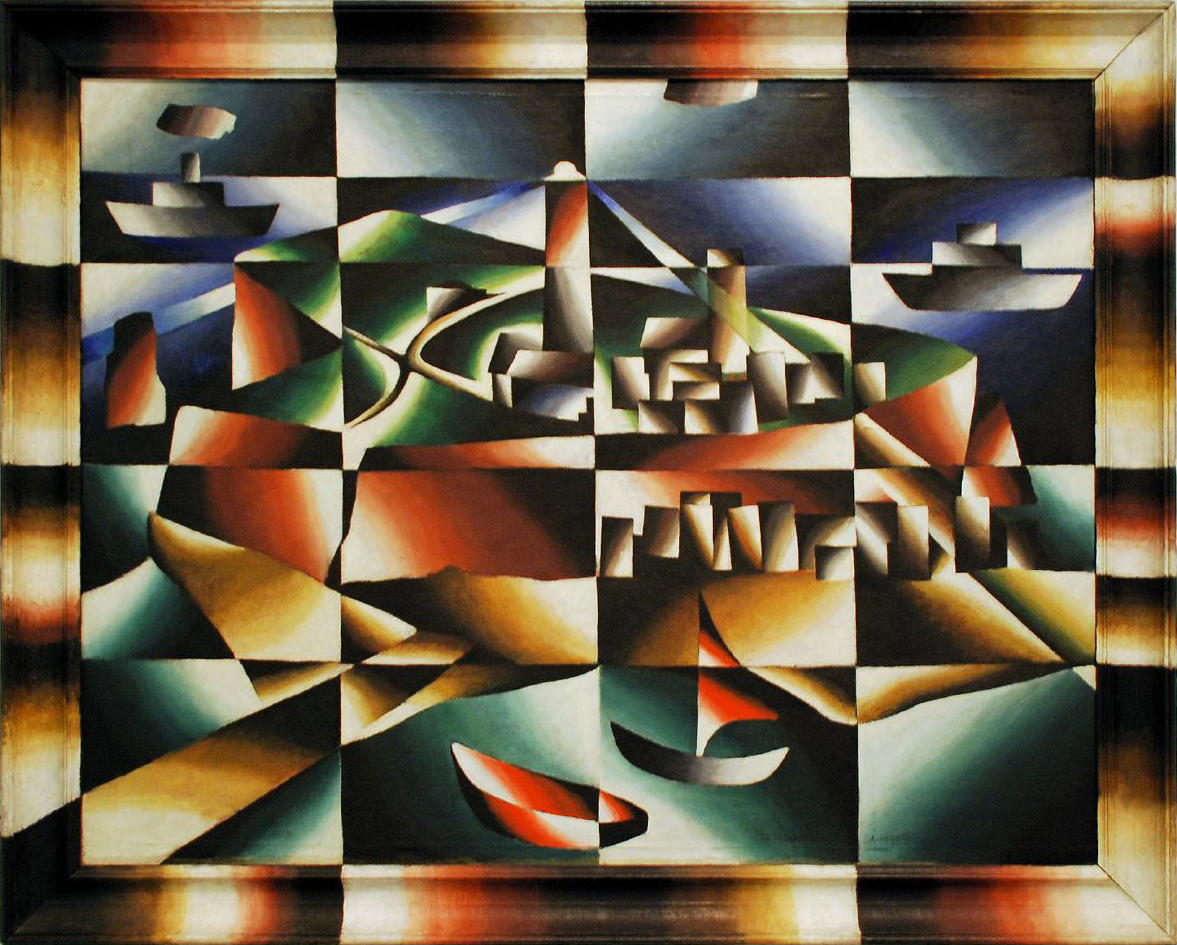
Helgoland (1923)

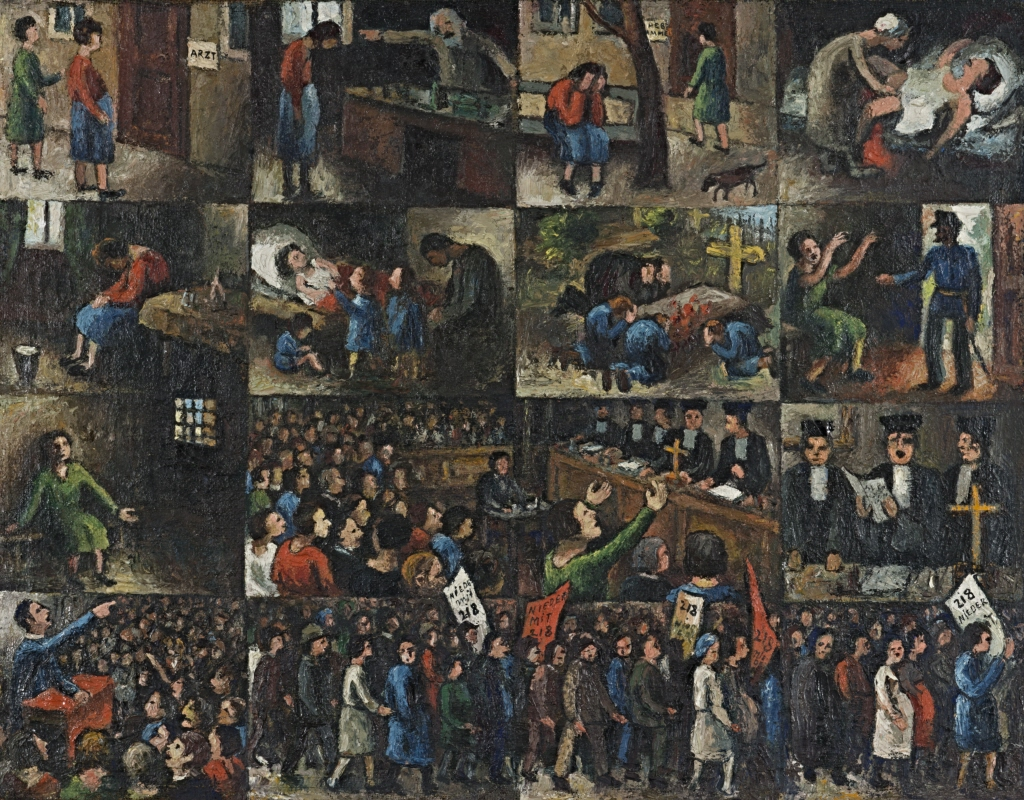
Das Abtreibungsgesetz (1931), vgl. unten rechts Hinweis auf § 218 RStGB

Arthur Aron Segal (* 13. Juli 1875 in Jassy, Rumänien; † 23. Juni 1944 in London, Vereinigtes Königreich) war ein rumänischer Maler.

## Leben
Aron Sigalu wuchs als Sohn eines jüdischen Bankiers in Botoșani auf und kam 1892 nach Berlin, wo er bei Eugen Bracht studierte. 1904 heiratete er in Berlin seine Cousine Ernestine. Die beiden nahmen aktiv an der Berliner Kunstszene teil. 1910 gründete er dann mit 26 anderen Künstlern die Neue Secession als Reaktion auf die Berliner Secession, wo er jedoch ebenfalls einige Ausstellungen hatte, die er 1912 aus inneren Widersprüchen wieder verließ. 1912 stellte er bei Herwarth Walden aus, der ihn auch im Sturm veröffentlichte. 1910 bis 1911 reiste Segal nach Paris.
Nach Beginn des Weltkriegs flüchtete sich der Pazifist Segal von Berlin nach Ascona, zu den Aussteigern vom Monte Verità. Er leitete dort eine Malschule. Sein Haus auf dem Berg wurde ein Treffpunkt exilierter Künstler wie Hans Arp, Marianne von Werefkin, Alexej Jawlensky, Lou Albert-Lasard. Mit seinem Nachbarn und Landsmann, dem Dichterpropheten Gusto Gräser, unterhielt er ein freundschaftliches Verhältnis. Zusammen mit den nach Ascona gekommenen Dadaisten beteiligte er sich an den Ausstellungen des Cabaret Voltaire in Zürich.
Zwischen 1914 und 1920 entwickelte Segal das Prinzip der Gleichwertigkeit, bei dem er seinen Gegenständen und Figuren in einem auf das Bild gelegten Raster aus Rechtecken die gleiche Bedeutung zukommen ließ. Im Zuge dessen entfernte er sich zunehmend von der Gegenständlichkeit. Farben, die er prismatisch zerlegte, bestimmten seine Bilder.
1920 kehrte Segal nach Berlin zurück. 1919 trat er in die Novembergruppe ein, an deren Ausstellungen er sich 1921–1925 und 1927–1931 beteiligte, und wurde bald zum Vorstandsmitglied gewählt.
Von 1920 bis 1933 unterhielt er in Berlin-Charlottenburg eine eigene Malschule, die ein beliebter Treffpunkt für Avantgarde-Künstler wurde. So trafen sich dort z. B.1923 auf Anregung El Lissitzkys u. a. László Moholy-Nagy, Ludwig Mies van der Rohe und Nikolaus Braun (1900–1950) zu einer Diskussionsrunde über Otto Nagels Bild Der Idiot. In den 1920er Jahren beteiligte Segal sich unterstützend mit Otto Dix, George Grosz und Käthe Kollwitz an Aktionen von Gewerkschaft und SPD zum Achtstundentag. 1933 musste Segal aus Deutschland fliehen. Es ging über Mallorca, das er dann wegen des Bürgerkriegs verlassen musste, nach London. Dort gründete er 1936 die „Arthur Segal Painting School“, die noch bis 1977 existierte.
1937 wurden in der Nazi-Aktion „Entartete Kunst“ aus dem Stadtbesitz von Berlin, dem zur Nationalgalerie Berlin gehörenden Kronprinzen-Palais, dem Herzog Anton Ulrich-Museum Braunschweig, dem Museum für Kunst und Heimatgeschichte Erfurt, dem Kunstverein Jena, dem Museum der bildenden Künste Leipzig und der Städtischen Kunsthalle Mannheim nachweislich neun Bilder Segals beschlagnahmt. Einige wurden danach in den Propaganda-Ausstellungen „Der ewige Jude“ und „Entartete Kunst“ gezeigt, einige vernichtet.
Arthur Segal starb nach einem Luftangriff auf London an Herzversagen.
Arthur Segal war der Vater des Architekten Walter Segal.

## 1937 nachweislich als „entartet“ beschlagnahmte Werke Segals

### Tafelbilder
- Prismatisches Stillleben (Öl; zerstört)
- Stillleben (zerstört)
- Landschaft/Straße auf Helgoland (um 1924)
- Lichtkonstruktion (zerstört)

### Druckgrafik
- Ascona (Holzschnitt, 1914/1916)
- Ascona am See (Holzschnitt, 1916; vernichtet)
- Die Flucht aus Ägypten (Holzschnitt; 1917; 2018 im Bestand des Kulturhistorischen Museums Rostock)

### Zeichnungen
- Aus Heukenhagen (Tusche)
- Bauernhaus (Tusche)